# Kapel-Avezaath
Kapel-Avezaath (51° 53′ N, 5° 23′ L) é uma cidade dos Países Baixos, na província de Guéldria. Kapel-Avezaath pertence ao município de Tiel, e está situada a 3 km, a oeste de Tiel.
Em 2001, a cidade de Kapel-Avezaath tinha 301 habitantes. A área urbana da cidade é de 0.098 km², e tem 118 residências. 
A área de Kapel-Avezaath, que também inclui as partes periféricas da cidade, bem como a zona rural circundante, tem uma população estimada em 470 habitantes.